# Dedicato a te (album Santino Rocchetti)
Dedicato a te è il primo album da solista del cantautore italiano Santino Rocchetti, pubblicato dall'etichetta discografica Fonit Cetra nel 1977.
Il brano che dà il titolo al disco partecipa al Festival di Sanremo 1977, dove viene eliminato alla prima sfida diretta contro Tu mi rubi l'anima dei Collage.
Questo album contiene anche il brano Dolcemente bambina, che era uscito in precedenza su 45 giri nel 1976.

## Tracce

### Lato A
1. Canto (A. Lo Vecchio - S. Rocchetti) 1'47"
2. Arcobaleno (cover di Over the Rainbow) (Devilli - H. Arlen) 3'58"
3. Con lei (A. Lo Vecchio) 3'54"
4. Dolcemente bambina (R. Pareti) 3'38"
5. Sempre tu (A. Lo Vecchio - G. M. Ferilli) 4'08"

### Lato B
1. Anche tu (A. Simonluca - P. Soffici) 3'21"
2. Un'idea (A. Lo Vecchio - S. Rocchetti) 3'20"
3. E poi venne sera (G. Mezzanotte - G. M. Ferilli) 3'52"
4. I miei giorni felici (cover di Chapel of Dreams) (G. Calabrese - B. Myles) 3'05"
5. Dedicato a te (A. Lo Vecchio - G. M. Ferilli) 4'01"

## Formazione
- Santino Rocchetti – voce, cori, chitarra sintetica
- Ernesto Massimo Verardi – chitarra
- Gigi Cappellotto – basso
- Tullio De Piscopo – batteria
- Andrea Sacchi – chitarra
- Aldo Banfi – sintetizzatore
- Sergio Farina – chitarra
- Alberto Rocchetti – arpa, cori
- Rodolfo Grieco – cori